# Japan Record Award
O Japan Record Award (日本レコード大賞, Nihon Rekōdo Taishō) é uma prêmiação musical realizada anualmente no Japão, concedida pela Japan Composer's Association às realizações de destaque na indústria fonográfica.

## Locais de realização
- 1969-1984: Imperial Garden Theater
- 1985-1993: Nippon Budokan
- 1994-2003: TBS Broadcasting Center
- 2004-: New National Theatre